# Semousies
Semousies é uma comuna francesa na região administrativa de Altos da França, no departamento do Norte. Estende-se por uma área de 3.08 km². Em 2010 a comuna tinha 243 habitantes (densidade: 78,9 hab./km²).